# Austrian Open 1995
L'Austrian Open 1995  è stato un torneo di tennis giocato sulla terra rossa.
È stata la 50ª edizione dell'Austrian Open, 
che fa parte della categoria Championship Series nell'ambito dell'ATP Tour 1995. 
Si è giocato al Kitzbühel Sportpark Tennis Stadium di Kitzbühel in Austria, dal 31 luglio al 7 agosto 1995.

## Campioni

### Singolare maschile
Albert Costa ha battuto in finale  Thomas Muster, 4-6, 6-4, 7–6(3), 2-6, 6-4

### Doppio
Francisco Montana /  Greg Van Emburgh hanno battuto in finale  Jordi Arrese /  Wayne Arthurs, 6-4, 6-4